# Discographie de t.A.T.u.
Pour un article plus général, voir t.A.T.u..
Voici toute la discographie du duo féminin russe t.A.T.u.

## Albums

### Albums en russe
| Année | Album                                                                                   | Classement |
| Année | Album                                                                                   | RU         |
| ----- | --------------------------------------------------------------------------------------- | ---------- |
| 2001  | 200 po vstretchnoï (200 по встречной) - 1er album studio russe                          | 1          |
| 2005  | Lioudi invalidy (Люди инвалиды) - 2e album studio russe - Sortie : 19 octobre 2005      | 1          |
| 2008  | Vessiolyïe oulybki (Весёлые улыбки) - 3e albums studio russe - Sortie : 21 octobre 2008 | 7          |

### Albums en anglais
| Année | Album                                                            | Classement | Classement | Classement | Classement | Classement | Classement | Classement | Classement | Classement | Classement | Classement | Classement | Classement | Classement | Classement | Classement |
| Année | Album                                                            | RU         | AUS        | AUT        | FRA        | GER        | IRE        | ITA        | JPN        | MEX        | NL         | NZ         | SWE        | SWI        | UK         | USA        | BRA        |
| ----- | ---------------------------------------------------------------- | ---------- | ---------- | ---------- | ---------- | ---------- | ---------- | ---------- | ---------- | ---------- | ---------- | ---------- | ---------- | ---------- | ---------- | ---------- | ---------- |
| 2002  | 200 km/h in the Wrong Lane - 1er album studio                    | 1          | 19         | 1          | 8          | 3          | 66         | 5          | 1          | 1          | 32         | 9          | 14         | 5          | 12         | 13         | 13         |
| 2005  | Dangerous and Moving - 2e album studio - Sortie: 11 octobre 2005 | 1          | —          | 13         | 23         | 12         | —          | 15         | 9          | 1          | —          | —          | 37         | 26         | 78         | 131        | 18         |
| 2009  | Waste Management - 3e album studio - Sortie: 15 décembre 2009    | 16         | 18         | —          | —          | —          | —          | —          | —          | 8          | —          | 1          | —          | —          | 52         | —          | —          |

## Singles

### Singles en russe
| Année | Single                                  | Classement | Classement | Classement | Album              |
| Année | Single                                  | RU         | PL         | UA         | Album              |
| ----- | --------------------------------------- | ---------- | ---------- | ---------- | ------------------ |
| 2000  | Ia sochla s ouma (Ya Soshla S Uma)      | 1          | 1          | 1          | 200 po vstretchnoï |
| 2001  | Nas ne dogoniat (Nas Ne Dogonyat)       | 1          | 1          | 1          | 200 po vstretchnoï |
| 2001  | 30 minout (30 Minut)                    | 7          | —          | 14         | 200 po vstretchnoï |
| 2002  | Prostyïe dvijenia                       | 28         | —          | —          | Remixes            |
| 2003  | Ne ver', ne boïsia (Ne Ver', Ne Boysia) | 2          | —          | —          | Remixes            |
| 2005  | Lioudi invalidy (Lyudi Invalidi)        | 63         | —          | 10         | Lioudi invalidy    |
| 2007  | Bely plachtchik                         | 97         | 22         | —          | Vessiolyïe oulybki |
| 2008  | 220                                     | 55         | 41         | —          | Vessiolyïe oulybki |
| 2009  | Snegopady                               | —          | —          | —          | Vessiolyïe oulybki |

### Singles en anglais
| Année | Single                  | Classement | Classement | Classement | Classement | Classement | Classement | Classement | Classement | Classement | Classement | Classement | Classement | Classement | Album                      |
| Année | Single                  | RU         | AUS        | AUT        | FRA        | GER        | IRE        | IT         | NL         | NZ         | NOR        | SWE        | SWI        | UK         | Album                      |
| ----- | ----------------------- | ---------- | ---------- | ---------- | ---------- | ---------- | ---------- | ---------- | ---------- | ---------- | ---------- | ---------- | ---------- | ---------- | -------------------------- |
| 2002  | All the Things She Said | 1          | 1          | 1          | 2          | 1          | 1          | 1          | 2          | 1          | 2          | 2          | 1          | 1          | 200 km/h in the Wrong Lane |
| 2003  | Not Gonna Get Us        | 2          | 11         | 5          | 18         | 15         | 10         | 4          | 11         | 25         | 12         | 9          | 18         | 7          | 200 km/h in the Wrong Lane |
| 2003  | How Soon Is Now?[A]     | 10         | 37         | 37         | —          | 33         | —          | —          | 20         | —          | —          | 10         | 21         | —          | 200 km/h in the Wrong Lane |
| 2005  | All About Us            | 5          | 39         | 3          | 7          | 7          | 20         | 4          | 39         | —          | 10         | 6          | 9          | 8          | Dangerous and Moving       |
| 2005  | Friend or Foe           | 16         | —          | —          | —          | —          | 34         | 16         | 89         | —          | —          | —          | 75         | 48         | Dangerous and Moving       |
| 2006  | Gomenasai[A]            | 75         | —          | 47         | —          | 30         | —          | —          | —          | —          | —          | —          | —          | —          | Dangerous and Moving       |

### Singles promotionnels
| Année | Single        | Classement | Album                      |
| Année | Single        | RU         | Album                      |
| ----- | ------------- | ---------- | -------------------------- |
| 2003  | 30 Minutes    | —          | 200 km/h in the Wrong Lane |
| 2006  | Loves Me Not' | 28         | Dangerous and Moving       |
| 2008  | You and I     | 91         | Vessiolyïe oulybki         |
| 2009  | Snowfalls     | —          | Waste Management           |
| 2009  | White Robe    | —          | Waste Management           |
| 2010  | Sparks        | —          | Waste Management           |

Notes
- A^ Ce single n'est pas sorti aux États-Unis et au Royaume-Uni.